# Chainpur (Sankhuwasabha)
Chainpur (nepalski: चैनपुर नगरपालिका, trl. Cainpur, trb. Ćajnpur) – gaun wikas samiti we wschodniej części Nepalu w strefie Kośi w dystrykcie Sankhuwasabha. Według nepalskiego spisu powszechnego z 2001 roku liczył on 1173 gospodarstw domowych i 5745 mieszkańców (2954 kobiet i 2791 mężczyzn).